# Liste des jardins partagés de Paris
Cet article dresse une liste des jardins partagés de Paris.
| Nom                                              | Arrondissement | Lieu                                                | Adresse                                                         |
| ------------------------------------------------ | -------------- | --------------------------------------------------- | --------------------------------------------------------------- |
| Le potager de la Lune                            | 2              | Square Jacques-Bidault                              | 18 rue de la Lune                                               |
| Le jardin de Bonne                               | 2              |                                                     | 5 rue Léopold-Bellan                                            |
| Les 1001 feuilles                                | 3              | Jardin Anne-Frank                                   | 4 impasse Berthaud                                              |
| Potager des Oiseaux                              | 3              |                                                     | Rue des Oiseaux                                                 |
| Au p'tit Vertbois                                | 3              |                                                     | 58 rue du Vertbois                                              |
| Jardin du Clos des Blancs Manteaux               | 4              |                                                     | 21 rue des Blancs-Manteaux                                      |
| Jardin partagé Rosiers Joseph Migneret           | 4              | Jardin des Rosiers – Joseph-Migneret                | 10 rue des Rosiers & 35-37 rue des Francs-Bourgeois             |
| Le jardin de Théodore                            | 5              | Square Théodore-Monod                               | 28 rue du Fer-à-Moulin                                          |
| Jardin partagé du Square des Missions Étrangères | 7              | Square des Missions-Étrangères                      | 105 rue du Bac                                                  |
| Jardin de la résidence des Récollets             | 10             |                                                     | 148 rue du Faubourg-Saint-Martin                                |
| Jardin des Poètes                                | 10             |                                                     | 10 rue Francis-Jammes                                           |
| Jardin Saint-Laurent                             | 10             | Square Saint-Laurent                                | 68 boulevard de Magenta & 119 rue du Faubourg-Saint-Martin      |
| Jardin Victor-Schoelcher                         | 10             | Face au square Alban-Satragne                       | 107 bis rue du Faubourg-Saint-Denis                             |
| Le Poireau agile                                 | 10             | Jardin Villemin                                     | 4-6 rue des Récollets                                           |
| Le jardin du coin                                | 10             |                                                     | 18 rue du Chalet                                                |
| Centre de la Terre                               | 11             | Square Jules-Verne                                  | rue Jules-Verne & 19 bis rue de l'Orillon                       |
| Jardin Cité Industrielle                         | 11             |                                                     | 31 cité Industrielle                                            |
| Jardin des Habitants du 179 rue de Charonne      | 11             | Jardin de la Cité-Prost                             | 17 rue Titon & 28 rue Chanzy                                    |
| Jardin Nomade                                    | 11             |                                                     | 48 rue Trousseau & rue Charles-Delescluze                       |
| Jardin d'Olga                                    | 11             | Square Olga-Bancic                                  | 32-36 rue Godefroy-Cavaignac                                    |
| Jardin éphémère Truillot                         | 11             |                                                     | 82 boulevard Voltaire                                           |
| Aligresse                                        | 12             | Jardin Léo-Ferré                                    | 3 impasse Druinot                                               |
| Jardin Bel-Air                                   | 12             | Square Charles-Péguy                                | Rue Rottembourg et rue des Meuniers                             |
| Jardin Élie-Faure                                | 12             | Résidence RIVP Élie-Faure                           | 1 rue Élie-Faure                                                |
| Le jardin des Deux-Lauriers                      | 12             |                                                     | 9-11 rue Claude-Decaen                                          |
| Jardin Santerre                                  | 12             |                                                     | 107 rue de Reuilly                                              |
| La Baleine-Verte                                 | 12             |                                                     | 10 rue Erard et 163 rue de Charenton                            |
| La Note-Bleue                                    | 12             | Square Frédéric-Rossif                              | 175 rue de Charenton                                            |
| Le jardin du 12                                  | 12             |                                                     | 22-26 rue Georges-et-Maï-Politzer                               |
| Le petit jardin du monde                         | 12             | Maison des associations du 12e                      | 181 avenue Daumesnil                                            |
| Les jardins de la Rue-Verte                      | 12             |                                                     | 6 avenue Maurice-Ravel                                          |
| Le p'tit lopin                                   | 12             | École Du Breuil                                     | Route de la Ferme                                               |
| Le jardin d'Abel                                 | 13             | Square René-Le Gall                                 | Face au 2 rue Émile-Deslandres                                  |
| Jardin Malin du 13ème                            | 13             | Square Boutroux                                     | 20 rue Franc-Nohain                                             |
| Les jardins parisiens                            | 13             |                                                     | Rue Rubens & rue Watteau                                        |
| Jardin des Mots et Merveilles                    | 13             | Jardin Paul-Nizan                                   | 9 rue de l'Industrie                                            |
| Jardin partagé choisi                            | 13             | Parc de Choisy                                      | Rue Georges-Eastman & rue Charles-Moureu                        |
| Jardin partagé de la Poterne des Peupliers       | 13             |                                                     | 1 rue Gouthière, entrée par l'avenue Caffieri                   |
| Des tours au jardin                              | 13             |                                                     | Villa d'Este                                                    |
| Jardin de Falbala                                | 14             | Jardin du Moulin de la Vierge - Carole Roussopoulos | 20 rue de Gergovie et rue de l'Ouest                            |
| Jardin de l'Aqueduc                              | 14             |                                                     | 2 rue de l'Empereur-Julien                                      |
| Jardin des Thermopyles                           | 14             |                                                     | 4 rue des Thermopyles                                           |
| Jardin du square Auguste-Renoir                  | 14             | Square Auguste-Renoir                               | 8 rue des Mariniers                                             |
| Jardin du square du Chanoine Viollet             | 14             | Square du Chanoine-Viollet                          | 40 rue Hippolyte-Maindron                                       |
| Jardin Jean Genet                                | 14             |                                                     | 156 rue Raymond-Losserand                                       |
| Le jardin du monde                               | 14             | Cité internationale universitaire de Paris          | 37 boulevard Jourdan                                            |
| Le Lapin Ouvrier                                 | 14             | Jardin de la ZAC Didot                              | Place de la Garenne                                             |
| Les jardins de la douve                          | 14             | Jardin Anna-Marly                                   | 25 avenue de la Porte-de-Vanves                                 |
| Vert Tige                                        | 14             |                                                     | Face au 19 à 35 rue de Coulmiers                                |
| Fleurs de Bitume                                 | 15             | Square Pierre-Adrien-Dalpayrat                      | 2 rue André-Gide et 23 rue du Cotentin                          |
| Jardin'âges                                      | 15             |                                                     | 17 rue des Périchaux                                            |
| La Maison Violette                               | 15             |                                                     | 69 rue Violet                                                   |
| Le jardin Aux P’tits Oignons                     | 15             | Square des Cévennes                                 | 3 rue Cauchy                                                    |
| Le jardin de la Félicité                         | 15             |                                                     | Face au 20 rue Sainte-Félicité                                  |
| Les jardins de Beaugrenelle                      | 15             |                                                     | Sur le toit du centre commercial Beaugrenelle, 12 rue Linois    |
| Ombrelle et coccinelle                           | 15             |                                                     | 159 rue de la Croix-Nivert                                      |
| Jardin aux habitants                             | 16             | Palais de Tokyo                                     | 2 rue de la Manutention                                         |
| Les jardins de l'Orée du Bois                    | 16             | Square Alexandre-et-René-Parodi                     | Boulevard de l'Amiral-Bruix                                     |
| Jardin de Perlimpinpin                           | 17             | Parc Clichy-Batignolles - Martin-Luther-King        | 166 rue Cardinet                                                |
| Le jardin des copains                            | 17             | Parc Clichy-Batignolles - Martin-Luther-King        | 147-151 rue Cardinet, entrée par le 11 bis boulevard Berthier   |
| Le jardin du dimanche - Potager Pot-à-Joncs      | 17             | Jardin Paul Didier                                  | 12 Rue Ernest-Roche, entrée par le 6 Rue du Colonel-Manhès      |
| Commun jardin                                    | 18             | Jardins Rosa-Luxemburg                              | 63 ter rue Riquet                                               |
| Ecobox                                           | 18             |                                                     | 7-10 impasse de la Chapelle                                     |
| Jardin Baudélire                                 | 18             |                                                     | 27 rue Baudelique                                               |
| Jardin des Deux-Nèthes                           | 18             | Square des Deux-Nèthes                              | 24-28 avenue de Clichy                                          |
| Jardin l'Univert                                 | 18             |                                                     | 33-35 rue Polonceau                                             |
| Jardin partagé Marcadet Montcalm                 | 18             |                                                     | 2 rue Montcalm                                                  |
| Le Bois Dormoy                                   | 18             |                                                     | 2 bis cité de la Chapelle                                       |
| Le jardin aux Papillons                          | 18             | Square Charles-Hermite                              | 38 rue Charles-Hermite                                          |
| Les jardins du Ruisseau                          | 18             |                                                     | Face au 110 rue du Ruisseau                                     |
| Les jardins partagés Labori Clignancourt         | 18             |                                                     | 7-9 avenue de la Porte-de-Clignancourt, au sein de la résidence |
| Le Trèfle d’Éole                                 | 18             | Jardins d'Éole                                      | Rue d'Aubervilliers                                             |
| Le verger de la Goutte-d'Or                      | 18             | Square Alain-Bashung                                | 16 rue de Jessaint                                              |
| Square de Jessaint                               | 18             |                                                     | 36 boulevard de la Chapelle                                     |
| Charmante Petite Campagne Urbaine                | 19             |                                                     | 36 quai de la Marne                                             |
| Colmar Thionville                                | 19             |                                                     | 6 rue de Colmar et 1bis rue de Thionville                       |
| Couleurs et Senteurs                             | 19             | Jardin de Flandre-Tanger-Maroc                      | Passage Marcel-Landowski & 49 ter avenue de Flandre             |
| Jardin d'Augustin                                | 19             |                                                     | 6 rue Augustin-Thierry                                          |
| Jardin de la Butte-Bergeyre                      | 19             |                                                     | 78 rue Georges-Lardennois, à côté des vignes                    |
| Jardin de la rue du Maroc                        | 19             |                                                     | 26 rue du Maroc, dans la résidence                              |
| Jardin des Apprentis-Sages                       | 19             |                                                     | 15 bis-17 rue Jules-Romains                                     |
| Jardin Fessart                                   | 19             |                                                     | 45 rue Fessart et 32 rue Clavel                                 |
| Jardin Hérold                                    | 19             | Square Hérold                                       | 11 rue Francis-Ponge et 76 rue du Général-Brunet                |
| Jardin Le ver têtu                               | 19             | Cité Michelet                                       | Rue Bernard-Tétu                                                |
| Jardin partagé Stalingrad                        | 19             |                                                     | 240 boulevard de La Villette                                    |
| Jardin Saint-Serge                               | 19             |                                                     | 93 rue de Crimée                                                |
| Le jardin enchanté                               | 19             |                                                     | 5-7 rue Henri-Ribière                                           |
| Le moissonneur des Lilas                         | 19             | Square Serge-Gainsbourg                             | Place du Maquis-du-Vercors                                      |
| Le p'tit jardin d'Eugénie                        | 19             |                                                     | 23 rue des Lilas                                                |
| Les jardins Passagers                            | 19             | Parc de la Villette                                 | En face de la Grande Halle, côté théâtre                        |
| Les Petits Passages                              | 19             |                                                     | 33 rue Petit                                                    |
| L'îlot Lilas                                     | 19             |                                                     | 295 rue de Belleville et rue Haxo                               |
| Serre aux Légumes                                | 19             |                                                     | 57 avenue de Flandre                                            |
| Un p’tit bol d'herbe                             | 19             |                                                     | 6-8 rue de l'Ourcq                                              |
| A la bonne herbe                                 | 19             |                                                     | Place Marcel-Achard                                             |
| Jardin des Soupirs                               | 20             |                                                     | 18 passage des Soupirs                                          |
| Jardin des Tourelles                             | 20             |                                                     | À côté du 15 passage des Tourelles                              |
| Jardingue de Belleville                          | 20             |                                                     | 17 rue des Envierges                                            |
| Jardin Alexandre-Luquet                          | 20             | Square Alexandre-Luquet                             | 17 rue Piat                                                     |
| Jardin partagé des boulistes de Ménilmontant     | 20             | Square Emmanuel-Fleury                              | 40 rue Le Vau                                                   |
| Jardin partagé du Bas-Belleville                 | 20             |                                                     | À l'angle des rues de Pali-Kao, Bisson et Cité de Gênes         |
| La terrasse du T3                                | 20             | Square de la Justice                                | 60 rue de la Justice, escalier côté boulevard Mortier           |
| Le 56                                            | 20             |                                                     | 56 rue Saint-Blaise                                             |
| Le Clos Garcia                                   | 20             |                                                     | 12 rue Cristino-Garcia                                          |
| Le jardin de la Cité-Aubry                       | 20             |                                                     | 2 bis cité Aubry                                                |
| Le jardin insolite                               | 20             | Square Louis-Lumière                                | 30 rue Louis-Lumière                                            |
| Le jardin sur le Toit                            | 20             |                                                     | Toit du Gymnase des Vignoles, 89-91 rue des Haies               |
| Le Pommier des Amandiers                         | 20             |                                                     | 3 rue Élisa-Borey                                               |
| Leroy Sème                                       | 20             |                                                     | 2 bis cité Leroy, à la hauteur du 317 rue des Pyrénées          |
| Les haies partagées                              | 20             | Jardin Casque d'Or                                  | 41 rue des Haies                                                |
| Le soulier des Fougères 20e                      | 20             | Jardin public de la Dalle-Fougères                  | 18 rue de Noisy-Le-Sec                                          |
| Papilles et Papillons                            | 20             |                                                     | 3-5 rue Gasnier-Guy                                             |
| Refuge urbain Joseph-Python                      | 20             |                                                     | 36 rue Joseph-Python                                            |
| Jardin des Délices – Impasse Satan               | 20             |                                                     | 10 impasse Satan                                                |

## Sources et références
- Les jardins partagés de Paris par arrondissement sur le site Le cri du zèbre
- Annuaire des jardins sur Jardinons-ensemble, le site de Graine de jardins.
- Les jardins partagés parisiens - Marie de Paris
- Les jardins partagés de Paris - Google Maps